# سيمون دريك
سيمون دريك (بالإنجليزية: Simon Drake)‏ هو ساحر استعراضي وكاتب ومخرج بريطاني، ولد في 1 مارس 1956 في سري في المملكة المتحدة.

## وصلات خارجية
- سيمون دريك على موقع IMDb (الإنجليزية)